# بتینا زیمرمان
بتینا زیمرمان (آلمانی: Bettina Zimmermann؛ زادهٔ ۳۱ مارس ۱۹۷۵) بازیگر اهل آلمان است.
از فیلم‌ها یا مجموعه‌های تلویزیونی که وی در آن‌ها نقش داشته‌است، می‌توان به اغواگری – دختر عجیب، مسیرهای عبور، پرونده‌ای برای دو نفر و هشدار برای کبرا ۱۱ اشاره نمود.